# Ministerrat von Brunei
Der Ministerrat von Brunei (englisch Council of Ministers, malaiisch Majlis Mesyuarat Menteri-Menteri Kabinet) bildet das Kabinett von Brunei. Die Minister werden in aller Regel für fünf Jahre von diesem ernannt.
Als absolute Monarchie kommt dem Ministerrat nur eine beratende Funktion zugute. Alle Entscheidungen, Gesetze und Erlasse werden vom Sultan und Yang Di-Pertuan von Brunei Darussalam, derzeit Hassanal Bolkiah, getroffen. Er ist nicht an Entscheidungen des Ministerrats gebunden.
Alle Mitglieder des Ministerrates und der Kronprinz sind zudem Abgeordnete des Legislativrates von Brunei.

## Kabinett
| Ministerium                                          | Foto | Name                   | Weitere Minister                                                                                                 |
| ---------------------------------------------------- | ---- | ---------------------- | --- |
| Premierminister                                      |      | Hassanal Bolkiah       | Al-Muhtadee Billah (Senior-Minister) Abdul Mokti bin Haji Mohd Daud (Minister) Amin Liew bin Abdullah (Minister) |
| Finanzministerium                                    |      | Hassanal Bolkiah       | Amin Liew bin Abdullah (2. Minister)                                                                             |
| Verteidigungsministerium                             |      | Hassanal Bolkiah       | Halbi Yussof (2. Minister)                                                                                       |
| Außenministerium                                     |      | Hassanal Bolkiah       | Anak Masna (Ambassador-at-Large) Erywan bin Pehin Datu Pekerma Jaya Haji Mohd. Yusof (2. Minister)               |
| Bildungsministerium                                  |      | Hamzah Sulaiman        | Romaizah Mohd Salleh (Vizeministerin)                                                                            |
| Innenministerium                                     |      | Abu Bakar Apong        | |
| Umwelt- und Tourismusministerium                     |      | Ali Bin Apong          | |
| Entwicklungsministerium                              |      | Suhaimi Gafari         | Marzuke Mohsin (Vizeminister)                                                                                    |
| Kultur-, Jugend- und Sportministerium                |      | Aminuddin Ihsan Abidin | |
| Gesundheitsministerium                               |      | Mohammad Isham Jaafar  | |
| Transport- und Kommunikationsministerium             |      | Paduka Mohammad Yusof  | |
| Religionsministerium                                 |      | Badaruddin Othman      | |
| Ministerium für Energie, Arbeitskräfte und Industrie |      | Mat Suny Mohd Hussein  | Matsatejo bin Sokiaw (Vizeminister)                                                                              |